# Bacino di Çınarcık
Il bacino di Çınarcık è un bacino sottomarino situato nel Mar di Marmara, in Turchia.

## Geografia
Il bacino di Çınarcık prende il nome da Çınarcık, una città e distretto della provincia di Yalova nella regione di Marmara in Turchia. È il più orientale dei tre bacini che si estendono in direzione Est Ovest nel mar di Marmara; gli altri due sono (da E a O) il bacino centrale e il bacino di Tekirdağ. La profondità massima è di 1.276 m.

## Geologia
Il bacino di Çınarcık è un bacino transtensionale che si estende lungo il segmento delle Isole dei Principi del ramo settentrionale della Faglia Anatolica Settentrionale (NAF). Tuttavia, in corrispondenza del bacino non vi è alcuna prova di una singola faglia a scorrimento orizzontale, né è visibile una faglia che attraversi il bacino o una faglia puramente a scorrimento orizzontale in corrispondenza del suo margine settentrionale; lungo i bordi meridionale e settentrionale l'imaging sismico mostra molte faglie che penetrano in profondità. Il bacino ha ospitato i punti di nucleazione di molti tra i più forti terremoti della regione, come quelli del 1509 e del 1766, e dovrebbe ospitare l'epicentro del prossimo grande terremoto che colpirà Istanbul.